# Граф Честер
Граф Честер (англ. Earl of Chester) — один з дворянських титулів середньовічної Англії, який зберігся досі. З 1301 року титул графа Честера надається спадкоємцю англійського престолу і є невід'ємною частиною титулатури принца Уельського.
Виникнення титулу було пов'язане з формуванням у 1071 р. значного земельного володіння в північній частині англо-валійського кордону. Ця територія була виведена з адміністративно-територіальної системи королівства та склала напівавтономну марку, яка стала найважливішою ланкою в організації оборони кордону з Уельсом. Чешир, таким чином, став одним з трьох палатинатів середньовічної Англії. Графи Честера завдяки своїм виключним судовим правам, величині та компактності земельних володінь стали одними з наймогутніших магнатів королівства. Але після смерті у 1237 р. останнього графа Честера, титул повернувся у володіння англійської корони. У 1254 король Генріх ІІІ передав марку своєму сину Едуарду (хоча і без титулу), який, після того як став королем, у 1301 р. надав титул графа Честера своєму спадкоємцю — майбутньому Едуарду ІІ. На той час палатинат Честер окрім самого графства включав також завойоване північновалійське графство Флінтшир.
Честер, що перейшов до рук англійського короля, став базою для організації наприкінці ХІІІ ст. військових кампаній по завоюванню Уельсу, які закінчились його приєднанням до Англії у 1284 р. Не зважаючи на втрату значення прикордонної марки після завоювання Уельсу, Честер продовжував зберігати особливий статус до поч. XVI століття, коли в межах реформування королем Генріхом VIII системи управління валійськими марками у 1536 р. привілейовані права Честера були відмінені, а його землі увійшли до складу королівського домену.
Титул графа Честера починаючи з 1301 р. завжди надається спадкоємцю англійського престолу. На відміну від титулу герцога Корнуольського, титул графа Честера надається не при народженні, а в рамках спеціальної інвеститури. Найчастіше разом з титулами принца Уельського та графа Каррика.

## Графи Честер, перша креація (1071)
- Х'юг д'Авранш, 1-й граф Честер (1071—1101)
- Ричард д'Авранш, 2-й граф Честер (1101—1120)

## Графи Честер, друга креація (1121)
- Ранульф ле Мешен, 1-й граф Честер (1121—1129)
- Ранульф де Жернон, 2-й граф Честер (1129—1153)
- Х'юг де Кевільйок, 3-й граф Честер (1153—1181)
- Ранульф де Блондевіль, 4-й граф Честер (1181—1232)

## Графи Честер, третя креація (1232)
- Джон Шотландський, 9-й граф Хантингдонський (1232—1264)
- Едуард, лорд Честер (1254—1264), з 1272 р. король Едуард I

## Графи Честер, четверта креація (1264)
- Симон де Монфор, 6-й граф Лестер (1264—1265)

## Графи Честер, п'ята креація (1301)
- Едуард, принц Уельський (1301—1307), з 1307 король Едуард ІІ

## Наступні графи Честер
Пізніше титул графів Честер надавався лише принцам Уельським.